# Damernas Värld
Damernas värld är en modetidning, grundad 1944, med kvinnor i åldern 25–45 år som sin främsta målgrupp. Föregångaren till Damernas värld var Flitiga händer som gavs ut åren 1940-1943. De skriver om bland annat om mode, hälsa och skönhet i både magasinet, på hemsidan Damernasvarld.se och på Instagram. Tidningen ges ut av Bonnier News, och Jonna Bergh är tidningens chefredaktör. Varje år sedan 1982 delar tidningen ut designpriset Guldknappen till en svensk modeskapare för att främja svensk kläddesign.
| Chefredaktör       | Tid                |
| ------------------ | ------------------ |
| Mai Santesson      | 1944–1959:40       |
| Erik Norlander     | 1959:41–1960:14/15 |
| K.E. Hillgren      | 1960:16–1961:42    |
| Elisabeth Tham     | 1961:43–1967:22    |
| Lars-Erik Holmertz | 1967:23–1968:1     |
| Anita Christenson  | 1968:2–1972:30     |
| Gunny Widell       | 1972:31–1975:22    |
| Björn Vingård      | 1975:23–25         |
| Berndt Ranevall    | 1975:26–1976:47    |
| Birgitta Dahl      | 1976:48–1980:15    |
| Monica Wadsted     | 1980:16–1981:33    |
| Berndt Ranevall    | 1981:34–45         |
| Björn Vingård      | 1981:46–1985:41    |
| Ann Wiklund        | 1985:42–1986:46    |
| Björn Vingård      | 1986:47–1988:33    |
| Åsa Holmström      | 1988:34–1989:17    |
| Eva Birmann        | 1989:18–1996       |
| Tua Lundström      | 1997:1–2           |
| Susanne Ljung      | 1997:3–2001:4      |
| Gertrud Dahlberg   | 2001:5             |
| Mona Johansson     | 2001:6–2010:12     |
| Linda Grahn (tf)   | 2010:13–2011:4     |
| Martina Bonnier    | 2011:5–2019:2      |
| Jonna Bergh        | 2019:3–            |

| Övrig Redaktion    | Funktion                            | Tid       |
| ------------------ | ----------------------------------- | --------- |
| Mikael Katz        | Förlagsredaktör & ansvarig utgivare |           |
| Sven Gunnar Särman | Redaktionschef                      |           |
| Lena Andersson     | Lay-out                             | 1955–1972 |
| Anita Christenson  | Fackredaktör                        |           |
| Marianne Wärnling  | Redaktionssekretare                 |           |
| Elvy Thorson       | Art director                        |           |

### Fotnoter
1. 1 2  Libris Webbsök: Damernas Värld
2. ↑  Avser alla personer som hållit motsvarande post, även om namnet varierat